# 伊拉姆副南鰍
伊拉姆副南鰍（學名：Paraschistura ilamensis），為輻鰭魚綱鯉形目條鰍科副南鰍屬的其中一種。分布於亞洲伊朗底格里斯河流域，體長可達5公分，棲息在河川底中層水域，生活習性不明。

## 扩展阅读
維基物種上的相關：伊拉姆副南鰍